# Carretera de Nebraska 112
La Carretera de Nebraska 112, y abreviada NE 112 (en inglés: Nebraska Highway 112) es una carretera estatal estadounidense ubicada en el estado de Nebraska. La carretera inicia en el Oeste desde la KS 148  suroeste de Odell hacia el Este en la US 77  oeste de Blue Springs. La carretera tiene una longitud de 25,3 km (15.72 mi).

## Mantenimiento
Al igual que las autopistas interestatales, y las rutas federales y el resto de carreteras estatales, la Carretera de Nebraska 112 es administrada y mantenida por el Departamento de Carreteras de Nebraska por sus siglas en inglés NDOR.